# Małgorzata Jędrzejczak
Małgorzata Jędrzejczak (ur. 4 lipca 1966 w Turku) – polska piłkarka ręczna, grająca na pozycji obrotowej, mistrzyni i reprezentantka Polski, następnie trener.

## Życiorys
W piłkę ręczną rozpoczęła grać w 1976 w zespole Piast Głogów. W 1981 została zawodniczką AZS AWF Wrocław. Zdobyła z tym klubem trzykrotnie mistrzostwo Polski (1984, 1989, 1990), a także wicemistrzostwo w 1987 i brązowe medale w 1992 i 1993. W 1996 została zawodniczką Startu Elbląg, a następnie AZS AWF Gdańsk. Od 1998 występowała w zespole Vitaral Jelenia Góra, zdobywając z nim brązowy medal mistrzostw Polski (2004). Następnie grała jeszcze w AZS Politechnice Koszalińskiej (2004/2005), Finepharm Jelenia Góra (2006/2007) i KPR Jelenia Góra. Od sezonu 2010/2011 jest trenerem tego ostatniego zespołu.
W reprezentacji Polski debiutowała 20 października 1992 w towarzyskim spotkaniu z Norwegią. Wystąpiła w mistrzostwach świata w 1993 (10 miejsce), mistrzostwach Europy w 1996 (11 miejsce) i 1998 (5 miejsce). Ostatni raz w biało-czerwonych barwach zagrała 23 maja 2002 w towarzyskim spotkaniu z Niemcami. Łącznie w reprezentacji Polski wystąpiła 125 razy, zdobywając 85 bramek.